# Оренг (община)
Община Оренг (на шведски: Årjängs kommun) е разположена в лен Вермланд, западна централна Швеция с обща площ 1664 km2 и население 9953 души (към 31 декември 2013). Административен център на община Оренг е едноименния град Оренг.